# Cryptonympha
Cryptonympha is een geslacht van haften (Ephemeroptera) uit de familie Baetidae.

## Soorten
Het geslacht Cryptonympha omvat de volgende soorten:
- Cryptonympha copiosa
- Cryptonympha dasilvai